# Blas Roca Calderío
Blas Roca Calderío (Manzanillo, 24 luglio 1908 – L'Avana, 25 aprile 1987) è stato un politico cubano.
Fu presidente dell'assemblea nazionale del potere popolare dal 1976 al 1981, fu anche segretario generale del Partito Socialista Popolare (partito antecedente all'attuale Partito Comunista Cubano) per 28 anni e editore del giornale comunista Hoy, fu anche uno dei firmatari della costituzione cubana del 1940 e fece parte della commissione che redisse la costituzione socialista cubana del 1976.